# Gyomorköltő békafélék
A gyomorköltő békafélék (Rheobatrachidae) a kétéltűek (Amphibia) osztályába és a békák (Anura) rendjébe tartozó kihalt család.
Egyes rendszerekban a Myobatrachidae családhoz sorolják Rheobatrachinae alcsaládként.
Kihalt család, Ausztrália keleti részén éltek.

## Tudnivalók
Élt Ausztrália esőerdőkkel borított hegyvidékén egy béka, az úgynevezett Rheobatrachus silus, amelynek nősténye, érdekes módon 40 nap alatt a saját tápcsatornájában hordta ki a petéit. Ezalatt az anyaállat emésztőnedvei nem ártottak a fejlődő ebihalaknak. Ha a kutatóknak sikerült volna kideríteni ezt a rejtélyt, talán újabb eljárás születne a gyomorsavtúltengés okozta gyomorfekélynek a leküzdésére. Csakhogy, mielőtt a kutatók elkezdték volna tanulmányozni ezt a békafajt, a Rheobatrachus silus 1981-ben eltűnt, meglehet kihalt; valószínűleg az élőhelyén folytatott fakitermelés miatt.
1984 januárjában, szintén Ausztráliában, felfedezték a Rheobatrachus nem másik faját, a Rheobatrachus vitellinust. Ez az állat nagyobb méretű volt, körülbelül 10 centiméter hosszú. Az egyik befogott példány éppen „vemhes” volt, s csakhamar azután, hogy befogták, „ellett” is. A belőle vett több száz szövetminta vizsgálatából az derült ki, hogy a kihordás alatt nem a nőstény állítja le tápcsatornájának a savkiválasztását, hanem a pete. A gátló anyag egy prosztaglandin, amely ott van a petét körülvevő kocsonyás állományban, majd a fejlődő ebihal szájában kiválasztódó nyúlós nyákban. Még az ebihal bőre is termel némi prosztaglandint. Sajnos 1985-re ez a második felfedezett békafaj is kipusztult.

## Rendszerezés
A családba az alábbi 1 nem és 2 faj tartozott:
- Rheobatrachus Liem, 1973 – 2 kihalt faj
  - Rheobatrachus silus Liem, 1973 – 1973-ban fedezték fel, 1981-re kihalt - típusfaj
  - Rheobatrachus vitellinus Mahony, Tyler & Davies, 1984 – 1984-ben fedezték fel, 1985-re kihalt